# 제임스 A. 가필드 대통령 취임식
제20대 미국 대통령 제임스 A. 가필드 취임식은 1881년 3월 4일 금요일 워싱턴 D.C.에 있는 미국 국회의사당 동쪽 주랑 현관에서 열렸다. 이는 24번째 미국 대통령 취임식이었고, 제임스 A. 가필드가 대통령으로, 체스터 A. 아서가 부통령으로 처음이자 유일하게 4년 임기를 시작했음을 의미했다. 가필드는 이 임기 시작으로부터 199일 만에 암살되었고, 아서는 대통령직에 올랐다. 연방 대법원장 모리슨 웨이트가 대통령 취임 선서를 집행했다.

## 취임식
가필드는 1881년 2월 28일 월요일 오하이오주 멘토의 자택을 떠나 워싱턴 D.C.로 향했다.
그의 연설에서 가필드는 아프리카계 미국인 참정권을 방해하려는 시도를 비난하고, 금본위제에 대한 신뢰를 표명하며, 높은 문맹률의 위험에 대해 경고하고, 예수 그리스도 후기 성도 교회 구성원들의 일부다처제 관행을 비판했다. 가필드는 매우 유능한 대중 연설가로 알려져 있었지만, 취임 연설을 작성하는 데 어려움을 겪었다. 취임식 3일 전, 그는 연설을 백지화하고 새로운 연설 작성에 열성적으로 착수했다. 며칠 밤을 새워가며 글을 쓴 그는 3월 4일에 급하게 작성한 연설을 발표했지만, 이는 참석한 많은 사람들의 높은 기대에 미치지 못했다.

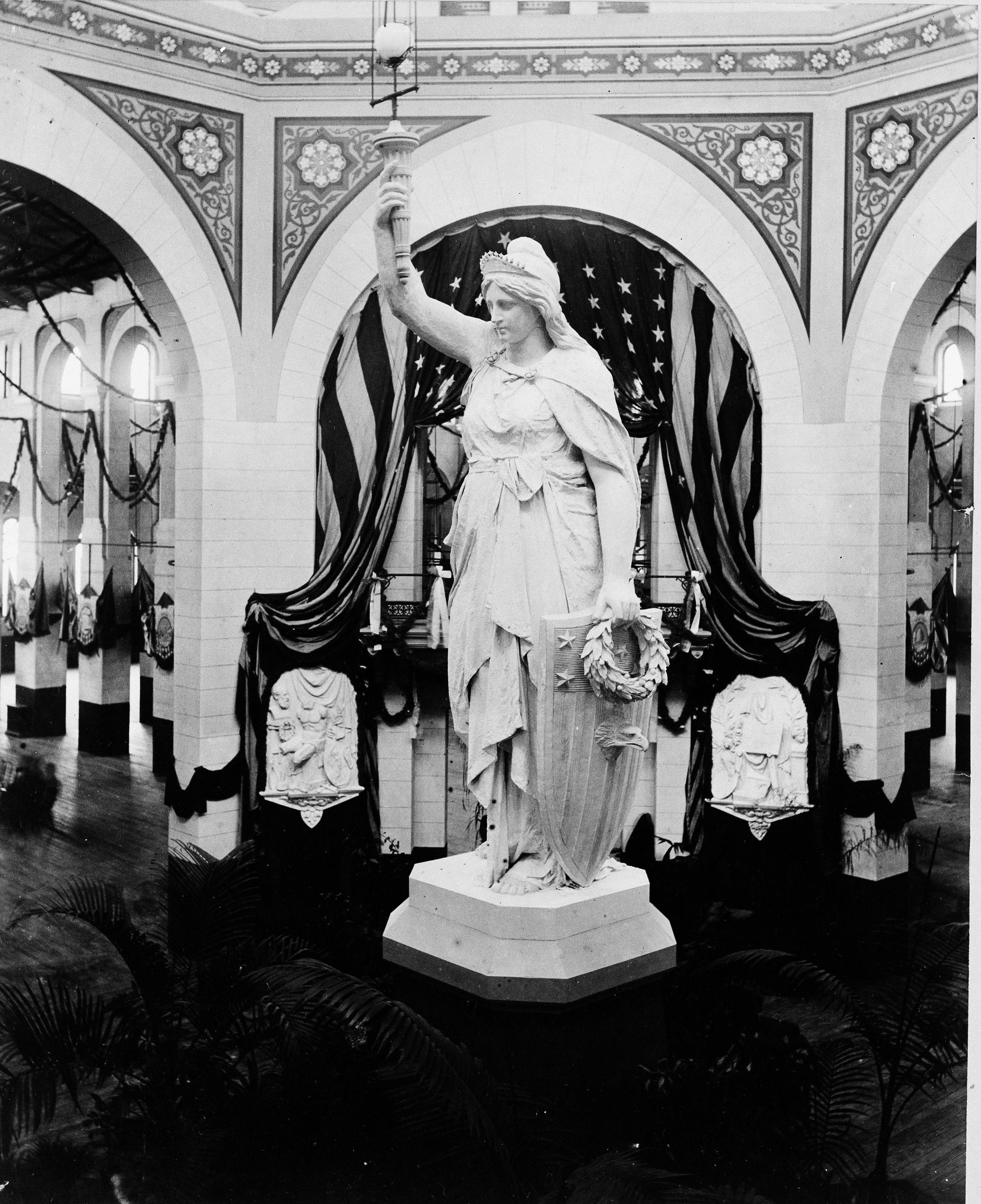
예술 및 산업 건물 원형 홀에 있는 "아메리카 상"

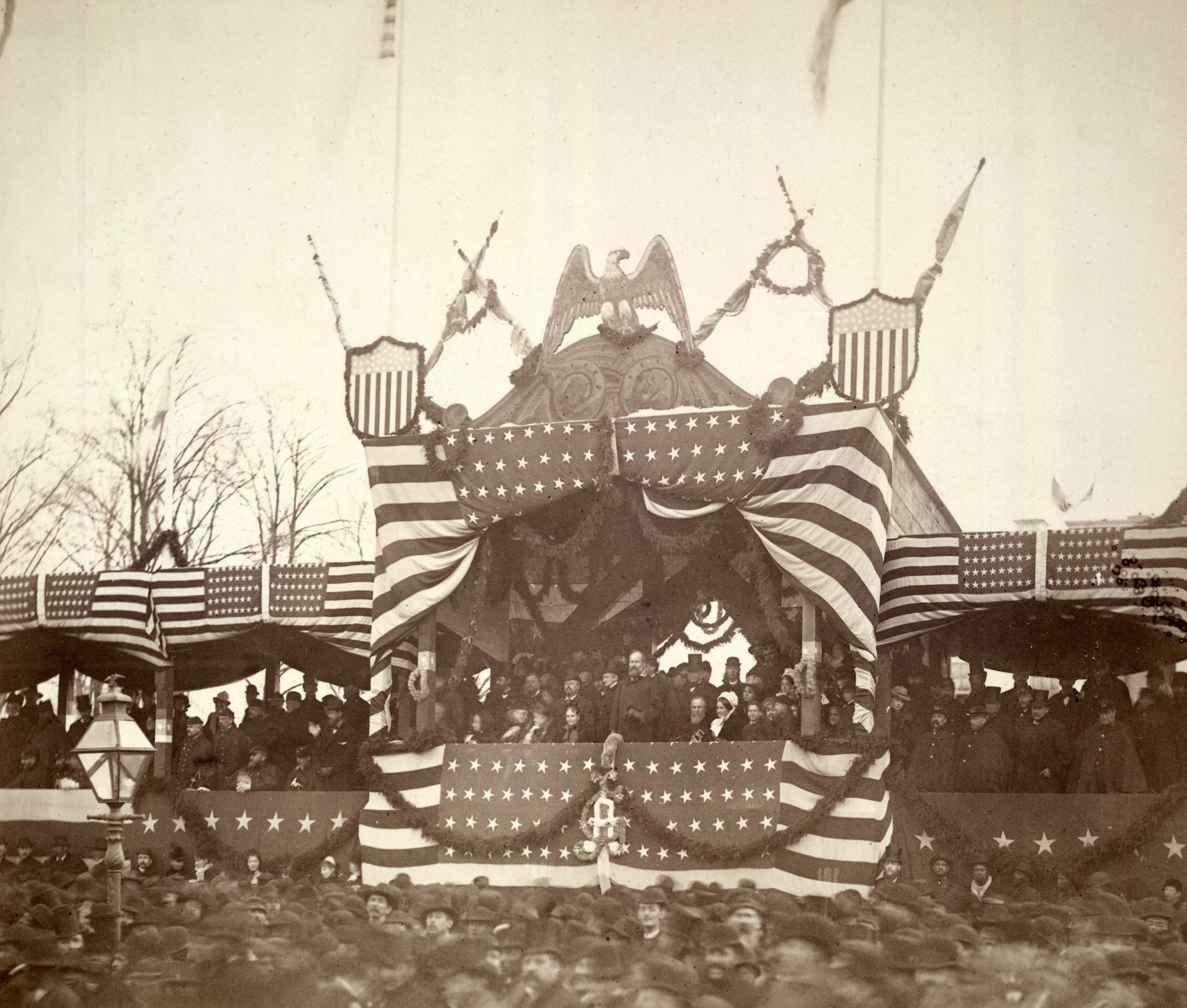
가필드(가운데에 서 있는 사람)가 취임 퍼레이드를 위해 백악관 앞 사열대 위에 서 있다. 가필드의 아내 루크레티아 가필드는 그의 오른쪽에, 퇴임하는 러더퍼드 B. 헤이스 대통령과 그의 아내 루시 웹 헤이스는 그의 왼쪽에 앉아 있다.

## 취임 무도회
가필드의 취임 무도회는 취임식 밤에 그해 초 완공된 스미스소니언 협회의 예술 및 산업 건물에서 열렸다. 축제의 중심은 박물관의 원형 홀에 있는 거대한 "아메리카 상"이었는데, 이 상은 들어 올린 오른손에 전등을 들고 있었다. 행사의 음악은 지휘자 존 필립 수자가 지휘했으며, 필라델피아 게르마니아 오케스트라와 미국 해병대 군악대가 연주했다.

## 같이 보기
- 1880년 미국 대통령 선거